# Harrison (Nueva Jersey)
Harrison es un pueblo ubicado en el condado de Hudson en el estado estadounidense de Nueva Jersey. En el año 2020 tenía una población de 19 450 habitantes y una densidad poblacional de 4.005,88 personas por km².
En 2010 se inauguró allí la Red Bull Arena, el estadio de fútbol de los New York Red Bulls de la Major League Soccer.

## Geografía
Harrison se encuentra ubicado en las coordenadas 40°44′37″N 74°9′11″O / 40.74361, -74.15306.

## Demografía
Según la Oficina del Censo en 2000 los ingresos medios por hogar en la localidad eran de $41 350 y los ingresos medios por familia eran $48 489. Los hombres tenían unos ingresos medios de $33 069 frente a los $26 858 para las mujeres. La renta per cápita para la localidad era de $18 490. Alrededor del 12.4% de la población estaba por debajo del umbral de pobreza.